# Le Capucin (Puy-de-Dôme)
Pour les articles homonymes, voir Capucin.
Le Capucin est un sommet des monts Dore dans le Massif central.

## Toponymie
Son nom est dû à sa forme de bonnet pointu ressemblant à la coiffe des moines du même nom.

## Géographie

### Situation
Le Capucin est situé sur la commune de Mont-Dore, au nord du puy de Cliergue.

### Géologie
Le Capucin est un ancien dôme de lave constitué de sancyite à phénocristaux de pyroxène, biotite et plagioclase, sans sanidine.

## Activités

### Protection environnementale
Le puy est inclus dans le site Natura 2000 « Monts Dore », répertorié dans la ZNIEFF de type 2 « Monts Dore », ainsi que dans la ZNIEFF de type 1 « Haute vallée de la Dordogne ».

### Randonnée
La montagne est traversée par le sentier de grande randonnée 30.

### Escalade
La via ferrata du Capucin est la première via ferrata publique dans le département du Puy-de-Dôme. Avec un dénivelé de 222 mètres et une longueur de 400 mètres, elle propose une vue panoramique sur la vallée de la Haute Dordogne ainsi que sur le puy de Sancy.
Le sommet compte également un ensemble de 74 voies d'escalade, variant de 15 à 80 mètres (1 à 3 longueurs), avec des niveaux allant de 4a à 8a+.